# 羅斯布德 (蒙大拿州)
羅斯布德（英語：Rosebud）是位於美國蒙大拿州羅斯布德縣的普查規定居民點。

## 歷史
羅斯布德的郵局自1884年營運至今。

## 人口
根據2020年美國人口普查的數據，羅斯布德的面積為2.00平方千米，當中陸地面積為1.98平方千米，而水域面積為0.00平方千米。當地共有人口67人，而人口密度為每平方千米33.5人。